# KW Sagittarii
KW Sagittarii ist ein Roter Überriese in unserer Milchstraße. Er ist etwa 9800 Lichtjahre von unserer Sonne entfernt und einer der größten bekannten Sterne.
Der Namensteil „KW“ folgt den Regeln zur Benennung veränderlicher Sterne und besagt, dass KW Sagittarii der 256. veränderliche Stern ist, der im Sternbild Schütze entdeckt wurde.